# Král Králů
Král králů je česká filmová komedie z roku 1963, s Jiřím Sovákem a Jiřinou Bohdalovou v hlavních rolích. Snímek režíroval Martin Frič. Autoři se pokusili vyzkoumat, kolik kuriózních situací se může vyvinout, když se dělník ze socialistické země stane králem v absolutní monarchii a ještě ke všemu se jmenuje Králů.

## Základní údaje
- Námět: Jiří Weiss
- Scénář: Jiří Mucha
- Hudba: Julius Kalaš
- Kamera: Václav Huňka
- Režie: Martin Frič
- Další údaje: černobílý, 91 min, komedie
- Výroba: Ústřední půjčovna filmů, 1963

## Postavy
| Jiří Sovák          | Alois Králů                         |
| Miloš Kopecký       | Izmail                              |
| Jiřina Bohdalová    | Lenka                               |
| Vlastimil Brodský   | Eda Brabec                          |
| Zdeněk Řehoř        | Pantůček                            |
| Eduard Kohout       | náměstek ministra zahraničních věcí |
| Jan Skopeček        | komorník                            |
| Waltr Taub          | vyjednavač od Abdullaha             |
| Jiří Němeček        | podnikový ředitel                   |
| Ilja Prachař        | vedoucí osobního oddělení           |
| Gustav Heverle      | Smíšek                              |
| Vladimír Leraus     | soudruh                             |
| Ota Sklenčka        | soudruh                             |
| Miloš Vavruška      | knihovník                           |
| Jana Werichová      | Stáňa                               |
| Václav Wasserman    | muž v knihovně                      |
| Lubomír Kostelka    | učitel řečí                         |
| Radoslav Brzobohatý | soudruh                             |
| Jitka Frantová      | dívka                               |
| Vladimír Klemens    | soudruh                             |
| Ilona Kubásková     | babička                             |

## Děj
Jezdec na oslu v poušti objeví porouchaný automobil a ležícího muže pod ním. Muže naloží na osla a doveze do nejbližší oázy, kde jej předá k ošetření vesničanům. Nechá jim také svoji adresu: Alois Králů, Sedlecká 3, Praha 8-Libeň. Tím jezdcem je Alois Králů, montér ČKD, pobývající ve vzdálené zemi na montáži.
Pan Králů bydlí v Praze v bytě v paneláku na sídlišti spolu s kolegou Brabcem. Přítelkyní pana Králů je paní Lenka, kadeřnice.
Pan Králů shání nějaké levné auto, zatím jezdí na malém motocyklu Pionýr. Dostane dopis, odpověď na inzerát, kde jakýsi pan Pšenička píše, že mu za 15 tis. Kčs prodá zánovní vozidlo.
Dalšího dne, zrovna když je pan Králů v dílně, volají jej do vrátnice, že má návštěvu. Očekává pana Pšeničku, je tam však jiný muž, p. Ismail, s luxusním vozidlem. Pan Ismail mu nese dopis, poselství od vlády Jeho Veličenstva krále Mohammada VIII., panovníka Království Tamánské souostroví, ležícího v Rudém moři. Zachráněným mužem v poušti tehdy byl právě král Mohammad VIII.
Pan Králů si dopis vezme, je psaný arabsky, a chce si jej nechat přeložit v dílně od kolegů, zahraničních dělníků, kteří jsou v republice na vyučení. Ti si jej přečtou a jen se smějí. Pan Králů se podle vizitky, kterou mu nechal p. Ismail, s ním spojí a sejdou se v hotelu Esplanade. Pan Ismail mu vysvětlí, že syn krále má teprve 14 let, takže král hledá někoho, kdo by se stal králem-regentem. Obrací se proto na pana Králů, který mu před dvěma lety zachránil život. Pan Králů mu nevěří mu a nechce mít s tím nic společného. Když však pan Ismail položí na stůl dopis o abdikaci, kterou by pan Králů měl podepsat, s tím, že pak se stanem králem-regentem princ Abdullah, řekne pan Králů, že si to ještě musí rozmyslet.
Vydá se do knihovny a snaží se získat více informací o Tamánii, o absolutní monarchii a mohamedánství. Jde také za ředitelem továrny a ptá se jej, zda má nabídku přijmout. Ten si zprvu myslí, že pan Králů je asi nemocný. Pak si ale uvědomí, že dávali do Tamánie nabídku na přečerpací stanici, zakázku však dostal Siemens, ale nedodal, takže třeba by byla šance na dodávku. Takže radí panu Králů, aby titul neodmítal.
Pan Ismail vyhledá pana Králů na sídlišti, pak se opět sejdou v kavárně a pan Ismail se snaží přesvědčit pana Králů, aby podepsal abdikaci. Také mu za to nabízí peníze. Králů by se do Tasmánie chtěl alespoň na pár dnů podívat.
Pan Ismail se pokusí dosáhnout svého přes Lenku, donese jí šperky, nechá ji vyfotografovat jako královnu. Současně ale říká, že král Tamánie má svůj harém a tam má již 36 žen.
Pan Králů má potíže dostat se do továrny, kde si chce vyklidit svoji skříňku v dílně a vzít si dovolenou. V osobním oddělení mu řekli, že jako zaměstnanec cizího státu musí požádat prostřednictvím Ministerstva zahraniční věcí o vstup do závodu. Jde tedy na ministerstvo, jedná s několika úředníky, až se dostane k náměstkovi ministra. Ten je se situací v Tamánii seznámen a říká, že s králem Mohammad VIII., který mezitím zemřel, byla republika v přátelském vztahu.  Princ Abdullah, pokud by se stal vládce, však hodlá jednat s United Oil o obnovení smlouvy na dodávky ropy, kterou jim předtím Mohammad VIII. vypověděl.
Pan Králů dostal přes správu služeb vilu v Praze, kam se nastěhoval a Lenka zajistila jazykové kurzy, kurzy tance a objednala také svatbu.
Pan Ismail sdělil Lence, že Abdullah vyslal do Prahy vyjednávače a chce se sejít na důvěrné schůzce s panem Králů. Skutečným účelem však je zbavit se pana Králů.
Vyjednavač jej spoutá a posadí na elektrické křeslo. Nakonec pan Králů abdikaci podepíše.
Mezitím došlo v Tamánii k revoluci, vyhlášení republiky a znárodnění.
Pan Králů musí vyklidit vilu. Vyjednačovo auto vyletí do povětří, když vybuchne bomba v peru, které mu věnoval pan Ismail.